# Пустозерский уезд
Пустозерский уезд — административная единица в составе Архангелогородской губернии, существовавшая до 1780 года. Центр — город Пустозерск.

## История
В начале XVII века (1606 год) Пустозерскую волость преобразовали в Пустозерский уезд, территория которого простиралась в XVI – XVIII веках с севера на юг — от Баренцева моря до реки Вычегды, с востока на запад — от Урала до реки Мезени. Пустозерск стал самым крупным городом края, экономическим, культурным и торговым центром. В середине XVII – начале XIX века в Пустозерский уезд входили земли по нижней и средней Печоре — Пустозерск, Ижемская и Цилемская слободки, тундра, лесотундра, тайга, а также предгорные и горные области. В 1715 году была создана новая административно-фискальная единица — доля. 

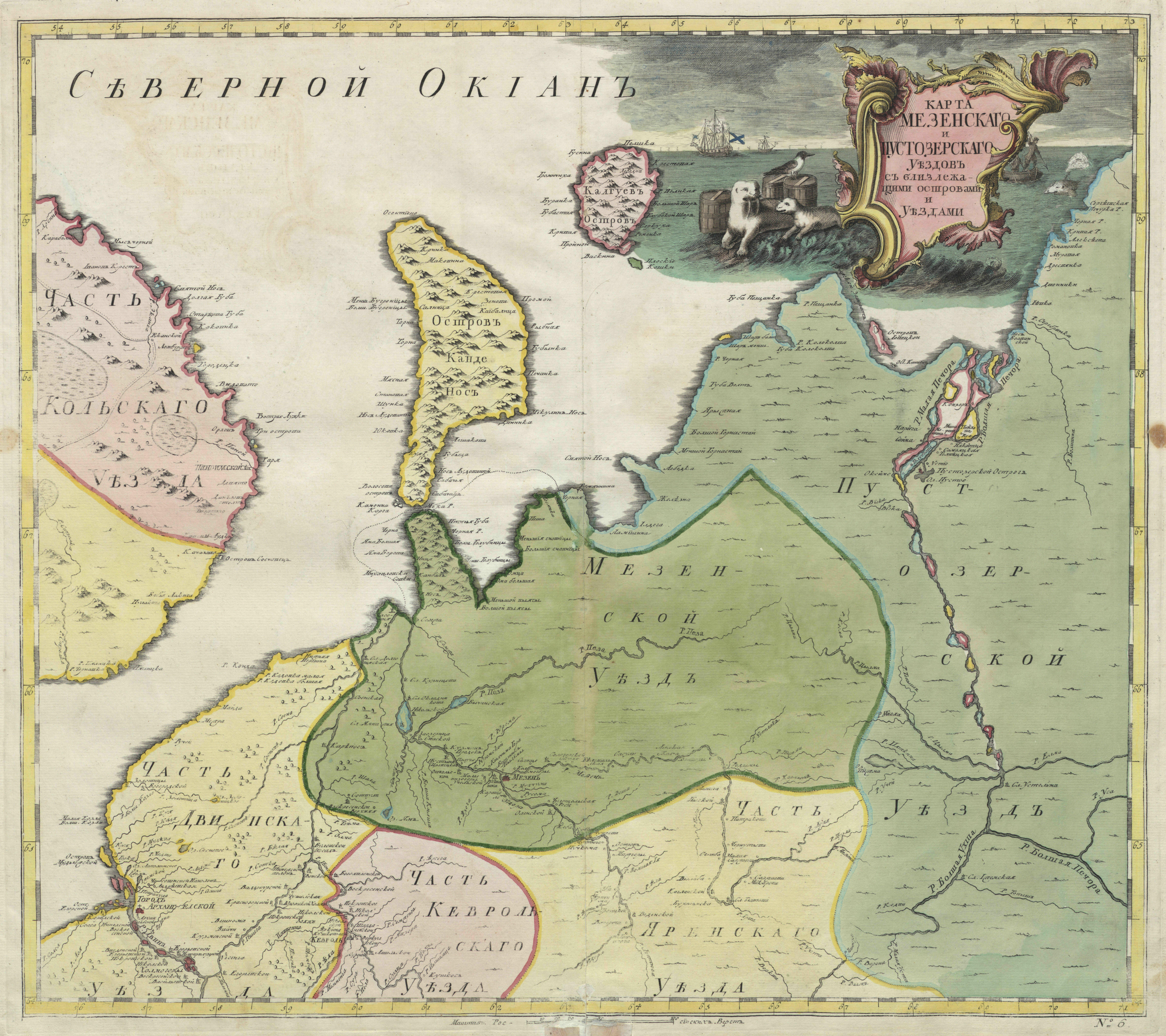
Запад Пустозерского уезда, 1745 год

 В 1719 году Пустозерская доля вошла в Двинскую (Архангелогородскую) провинцию и переименована в дистрикт. Главой Пустозерского дистрикта был земский комиссар, при котором состояли подьячий и три рассыльщика. 

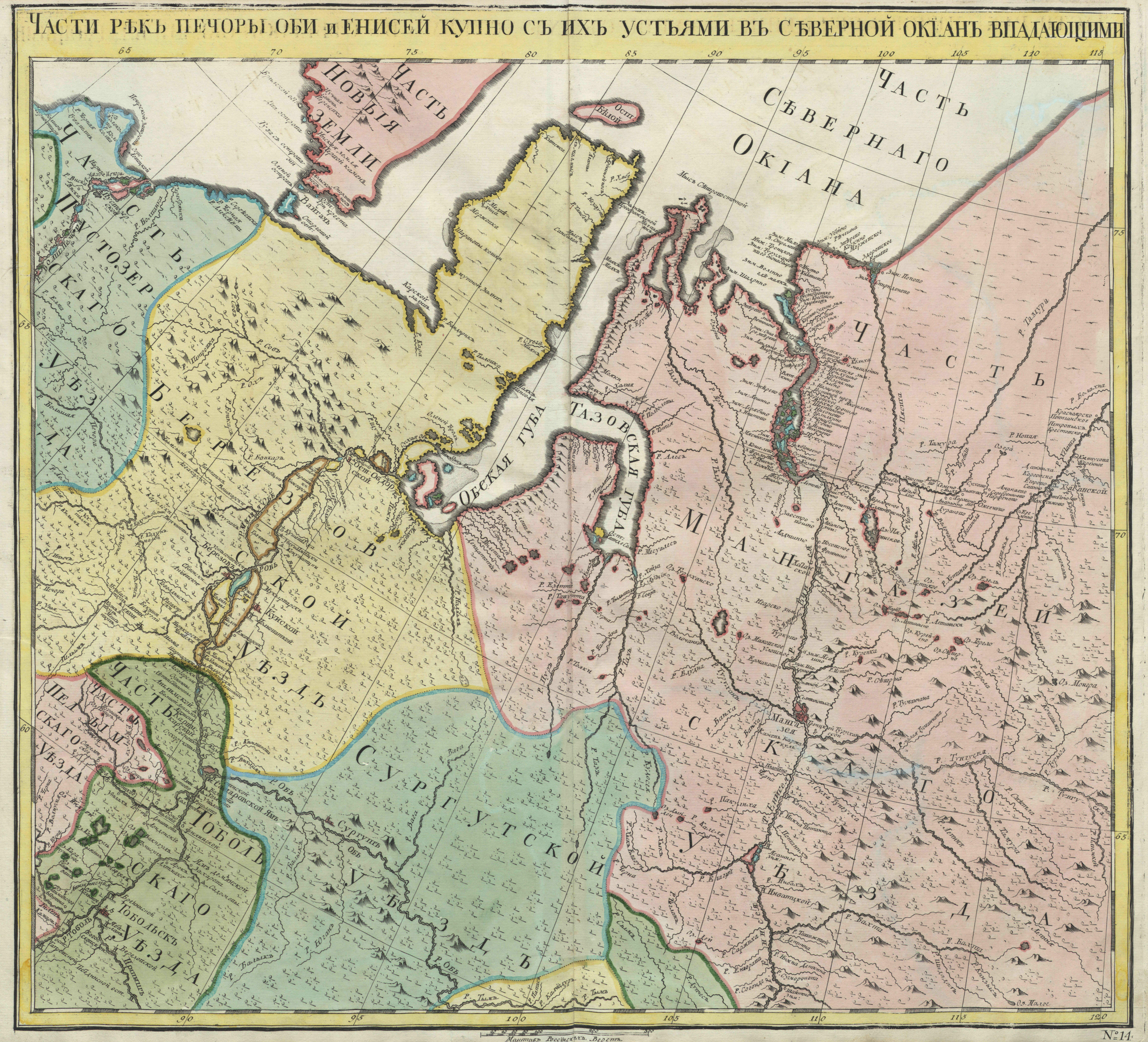
Восток Пустозерского уезда, 1745 год

В 1727 году все дистрикты были переименованы в уезды, хотя название «уезды» продолжало употребляться в официальных документах все эти годы, невзирая на их официальную отмену. В 1775 году деление губерний на провинции было отменено.

## Демография
В 1502 году в низовьях Печоры создается волость с центром в «Пустозере». Пустозерский гарнизон насчитывал порядка 110—120 человек. Пустозерская волость включала также поселения оседлых зырян (коми) и кочевья «югорских самоедов». В 1574 году во «дворах тяглых беспашенных» Пустозерского посада жили пермяки и русские крестьяне — 52 двора, 89 человек, а также 92 двора оброчных крестьян в волости. К концу XVI века в Пустозерске проживало уже около 2 тысяч человек.

## Экономика
Пустозерск являлся основным торговым центром на Печоре, связывающим русских торговцев с печорскими ненцами и с «закаменной самоядью». Каждый год, во время ясачного сбора, здесь проводили торговые ярмарки. Небольшими торговыми центрами на Печоре являлись также слободки Усть-Цильма и Ижма.

## Упразднение
В 1780 году (согласно «Уложению о губерниях» 1775 года) Пустозерский уезд был упразднён, а его территория и Пысская волость вошли в состав Мезенского уезда, Пустозерск стал волостным центром.
Затем, в 1891 году Пустозерская, Усть-Цилемская и Ижемская волости Мезенского уезда вошли в состав Печорского уезда с центром в селе Усть-Цильма.